# Messier 34
Messier 34 este un obiect ceresc care face parte din Catalogul Messier, întocmit de astronomul francez Charles Messier.

## Legături externe
- Messier 34, SEDS Messier pages
- Messier 34 – Image by  Donald P. Waid
- Gretton, Roy; Gray, Meghan; Szymanek, Nik. „M34 – Open Cluster”. Deep Sky Videos. Brady Haran.
- Messier 34 la WikiSky: DSS2, SDSS, GALEX, IRAS, Hydrogen α, X-Ray, Astrophoto, Sky Map, Articole și imagini